# Метрополіс (афіша)
Афіша фільму Метрополіс — плакат, що мав на меті рекламувати прем'єру кінострічки Фріца Ланґа за сценарієм і паралельно написаним романом Теа фон Гарбоу (1927). Художник — всесвітньо відомий німецький графічний дизайнер, плакатист та ілюстратор Гайнц Шульц-Нойдамм.

## Опис
Для стрічки Фріца Ланґа Метрополіс був створений оригінальний плакат, котрий став канонічним. Оригінальний малюнок був проданий в листопаді 2005 року в Лондоні за рекордну ціну 398000 фунтів стерлінгів. Постер в стилі ар-деко зображував одного з головних персонажів фільму, жінку-машину, на тлі хмарочосів Метрополісу. Величезне футуристичне місто розділене на дві частини — наземну, де живуть «хазяї життя», і підземну, житло робітників, які існували в положенні придатків гігантських машин. 
Копія з Австрійської національної бібліотеки є репродукцією плаката без відомостей про авторів фільму. Два примірники знаходяться в приватних колекціях, по одному — в Музеї сучасного мистецтва в Нью-Йорку і Музеї кіно в Берліні.